# Mako Komuro
Mako Komuro (japanska 小室 眞子 Komuro Mako), född Prinsessan Mako av Akishino (japanska: 眞子内親王?, Mako Naishinnō) 23 oktober 1991 i Kejsarpalatset i Tokyo, är äldsta barn till kronprins Fumihito och kronprinssessan Kiko och tillhörde det kejserliga huset till och med den 25 oktober 2021. Hon är brorsdotter till kejsar Naruhito och äldsta barnbarnet till kejsar Akihito och kejsarinna Michiko.

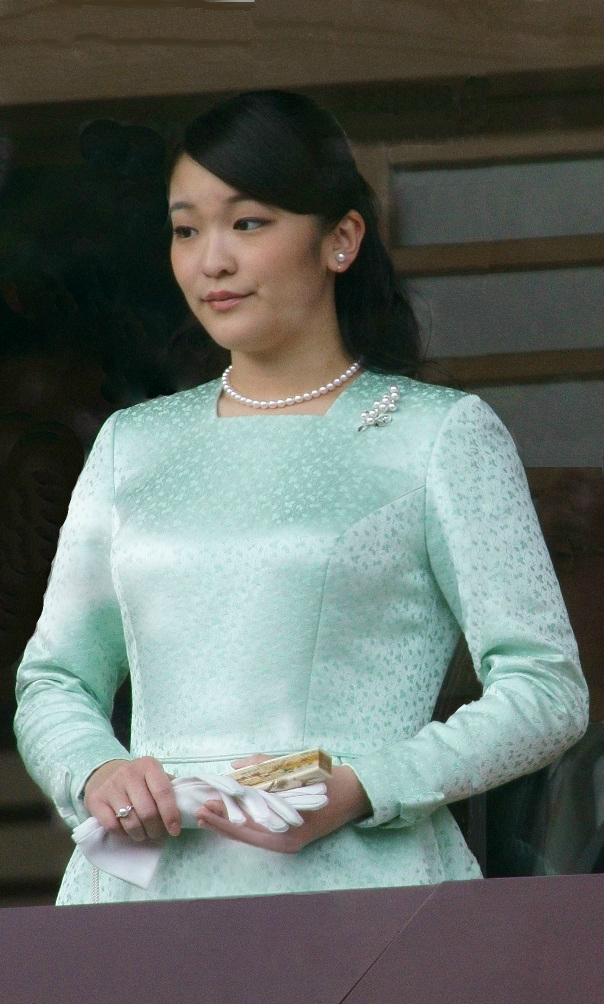
Prinsessan Mako (2015)

## Biografi
Prinsessan Mako föddes den 23 oktober 1991 i det Kejserliga palatset i stadsdelen Chiyoda i Tokyo. Hon har en yngre syster, prinsessan Kako, och en yngre bror, prins Hisahito.
Prinsessan gick grundskolan i privatskolan Gakushūin. Därefter studerade hon engelska vid University College i Dublin 2010. Hon hade då ett informellt samtal med Irlands dåvarande president Mary McAleese och besökte även Nordirland.
Prinsessan Mako tog kandidatexamen vid International Christian University (Kokusai Kirisutokyō Daigaku) i Mitaka i Tokyo prefektur 2014 i konst och kulturarv. I september 2014 flyttade hon till Storbritannien och studerade museologi vid University of Leicester och erhöll  Mastersgrad i januari 2016. Hon studerade även konsthistoria vid Edinburghs universitet 2012–2013.
Hon gifte sig med advokaten Kei Komuro den 26 oktober 2021. I och med äktenskapet gav hon upp sin kejserliga titel och lämnade den kejserliga familjen, i enlighet med den kejserliga hushållslagen.

## Media
Prinsessan Mako har varit något av en internetidol sedan 2004, när bilder på henne med skoluniform, en sjömansfuku, var med i tv-sändning. En video dök upp på den japanska videogemenskapen Niconico och fick mer än 340 000 visningar och 86 000 kommentarer. När hovet fick frågan om att kommentera intresset svarade de att man var villrådig om hur fenomenet skulle hanteras, eftersom det inte fanns några tecken på skvaller, eller på förolämpningar riktade mot det kejserliga hovet.

## Titlar
- 23 oktober 1991 - 26 oktober 2021: Hennes Kejserliga Höghet Prinsessan Mako.[20]
- 26 oktober 2021 - : fru Mako Komuro

### Nationell hederstitel
- Dyrbara Kronans orden av första graden.[21]

2011 fyllde prinsessan Mako 20 år och fick då utnämningen Dyrbara Kronans orden av första graden. Efter det deltog hon vid hovets officiella framträdanden, som en vuxen medlem av det kejserliga hovet.